# Edward Hardwicke
Edward Hardwicke (Londra, 7 agosto 1932 – Chichester, 17 maggio 2011) è stato un attore britannico.

## Biografia
Figlio unico degli attori Cedric Hardwicke e Helena Pickard, i suoi genitori divorziarono nel 1950. Iniziò la sua carriera di attore precocemente, all'età di 10 anni nel film Joe il pilota (1943), con Spencer Tracy. Studiò recitazione presso la Royal Academy of Dramatic Art (RADA), dove si diplomò.
Nel 1986, venne scelto per interpretare il ruolo del dottor Watson nel celebre sceneggiato televisivo Le avventure di Sherlock Holmes, prodotto dalla Granada Television e basato sui racconti e romanzi di Sir Arthur Conan Doyle, che vedeva protagonista il celebre detective Sherlock Holmes, interpretato dall'attore Jeremy Brett.
Interpretò il dottor Watson dal 1986 al 1994, anno in cui, con la morte di Brett, lo sceneggiato venne sospeso.

## Vita privata
Si sposò due volte: la prima nel 1957 con l'attrice Anne Iddon, da cui ebbe due figlie, Emma e Kate; dopo il divorzio dalla Iddon, si risposò nel 1995 con l'attrice Prim Cotton, con cui rimase fino alla morte.

## Filmografia parziale
- Joe il pilota (A Guy Named Joe), regia di Victor Fleming (1943)
- Inferno sotto zero (Hell Below Zero), regia di Mark Robson (1954)
- La spada di Robin Hood (The Men of Sherwood Forest), regia di Val Guest (1954)
- Otello (Othello), regia di Stuart Burge (1965)
- La pulce nell'orecchio (A Flea in Her Ear), regia di Jacques Charon (1968)
- L'incredibile affare Kopcenko (Otley), regia di Dick Clement (1969)
- Il caso Drabble (The Black Windmill), regia di Don Siegel (1974)
- Demonio dalla faccia d'angelo (Full Circle), regia di Richard Loncraine (1977)
- Venom, regia di Piers Haggard (1981)
- Baby - Il segreto della leggenda perduta (Baby: Secret of the Lost Legend), regia di Bill L. Norton (1985)
- Viaggio in Inghilterra (Shadowlands), regia di Richard Attenborough (1993)
- Riccardo III (Richard III), regia di Richard Loncraine (1995)
- La lettera scarlatta (The Scarlet Letter), regia di Roland Joffé (1995)
- Una casa per Oliver (Hollow Reed), regia di Angela Pope (1996)
- Fotografando i fantasmi (Photographing Fairies), regia di Nick Willing (1997)
- Elizabeth, regia di Shekhar Kapur (1998)
- Enigma, regia di Michael Apted (2001)
- Love Actually - L'amore davvero (Love Actually), regia di Richard Curtis (2003)
- Oliver Twist, regia di Roman Polański (2005)

## Doppiatori italiani
Nelle versioni in italiano delle opere in cui ha recitato, Edward Hardwicke è stato doppiato da:
- Sergio Tedesco in Le avventure di Sherlock Holmes, La lettera scarlatta, Elizabeth, Poirot
- Oliviero Dinelli in Le avventure di Sherlock Holmes (ep. 21, 30, 35 e 41), Enigma
- Walter Maestosi in Colditz
- Carlo Alighiero in Venom
- Sandro Iovino in Viaggio in Inghilterra
- Mario Milita in Abramo
- Sergio Graziani in David Copperfield
- Gianni Musy in Oliver Twist